# Saw - L'enigmista
Saw - L'enigmista (Saw) è un film del 2004 diretto da James Wan. È il primo film appartenente alla fortunata serie omonima che ha dato alla luce ben dieci film in tutto.

## Trama
Adam Faulkner si risveglia improvvisamente in una vasca piena d'acqua in un bagno molto sporco: la sua caviglia sinistra è incatenata ad un grosso tubo. Dalla parte opposta della stanza rispetto ad Adam è presente il dott. Lawrence Gordon, medico oncologo, incatenato alla caviglia destra. Su uno dei lati della stanza è presente un enorme specchio. Nel mezzo del bagno giace un terzo uomo, disteso prono in una pozza di sangue, stringendo in una mano una pistola e nell'altra un registratore di audiocassette. Adam e il dott. Gordon trovano nelle proprie tasche una audiocassetta ciascuno. Con l'aiuto della propria camicia e del tappo di scarico del bagno, Adam recupera il registratore. I due possono così ascoltare le audiocassette: una voce meccanicamente alterata rimprovera ad Adam di essere un voyeur e, quel giorno, avrebbe osservato la propria agonia oppure iniziato a vivere; al dott. Gordon impone di uccidere Adam entro le 6, altrimenti sua moglie Alison e sua figlia Diana sarebbero morte.
Riascoltando il nastro, il dott. Gordon si accorge di un indizio che porta Adam a frugare nella cassetta di scarico del water. In essa, egli trova due seghe. Sia Adam che il dott. Gordon provano invano a tagliare le catene. Di conseguenza, il dott. Gordon realizza che le seghe sono in realtà predisposte affinché essi si taglino i piedi; inoltre, comprende come l'artefice di tutto sia un ricercato serial killer, convenzionalmente conosciuto come "l'Enigmista" o "Jigsaw". Jigsaw è divenuto famoso per delle prove di sopravvivenza a cui sottopone delle vittime, precedentemente rapite. Queste sono selezionate tra coloro i quali, secondo Jigsaw, hanno un comportamento moralmente riprovevole e/o mostrano disprezzo per l'esistenza (ad esempio, essendo tossicodipendenti, alcolizzati etc.). Il dott. Gordon spiega ad Adam di avere queste informazioni in quanto precedentemente sospettato della polizia di essere Jigsaw stesso.
Iniziano quindi una serie di flashback inerenti ad alcuni precedenti rapimenti di Jigsaw e a parte delle indagini della polizia.
La polizia giunge in un sotterraneo dove un uomo giace morto in avanzato stato di decomposizione. Viene dunque mostrato il test. Paul Leahy è un uomo depresso che ha più volte pensato al suicidio. Improvvisamente, si risveglia in un labirinto di filo spinato nel sotterraneo di un edificio; un'audiocassetta gli descrive la prova da superare. Avendo Paul aspirato al suicidio in passato (la voce dell'audiocassetta mostra anche il dubbio che ciò sia derivato più che altro dalla ricerca di attenzioni), egli ha due ore di tempo per muoversi tra il filo spinato ed uscire dal sotterraneo. Al termine delle due ore, la porta si sarebbe chiusa, chiudendolo nel sotterraneo. Malgrado alcuni disperati tentativi di liberarsi dal labirinto, Paul Leahy muore dissanguato per le ferite riportate.
Altre indagini della polizia, questa volta sul luogo di un secondo test. Mark Wilson è un uomo che si finge spesso malato per assentarsi dal lavoro. Egli si sveglia completamente nudo in una stanza semibuia. Al centro della stanza vi sono una cassaforte ed una piccola candela accesa; il pavimento della stanza è coperto di cocci di vetro; sulle pareti sono scritti moltissimi numeri con della vernice rossa. Un'audiocassetta lo informa che nel suo corpo è stato iniettato un veleno a lento rilascio e che l'antidoto è nella cassaforte. La combinazione per aprire la cassaforte si trova tra i moltissimi numeri scritti sulle pareti. Il suo corpo è stato cosparso di un gel altamente infiammabile, ragion per cui egli deve stare molto attento a non avvicinarsi troppo alla fiamma della candela. Malgrado alcuni tentativi di trovare la combinazione, ad un certo punto Mark Wilson si avvicina comunque troppo alla fiamma e muore per delle gravissime ustioni al volto e a parte del resto del corpo.
La polizia nota che, in entrambi i casi, sui luoghi dei test vi era un piccolo spioncino in grado di consentire a Jigsaw di assistere direttamente ai test.
Ad un certo punto, il dottor Gordon viene fatto assistere dal detective David Tapp (tra coloro che avevano seguito le indagini) all'interrogatorio di Amanda Young, una donna che era riuscita a sopravvivere ad un test di Jigsaw. Si ha dunque un'alternanza tra il flashback ed altri "flashback nel flashback" che mostrano il test di Amanda.
Amanda si sveglia in una stanza con un ingombrante macchinario montato sul proprio volto. Una videocassetta mostra un pupazzo ventriloquo (successivamente noto nella serie come Billy), il quale le spiega la prova da superare. Il macchinario è una trappola per orsi "al contrario"; essa sarebbe scattata sul suo volto uccidendola se, entro 60 secondi, non fosse riuscita a recuperare una chiave nascosta nel corpo di un uomo sdraiato sul pavimento della stanza. La videocassetta definisce l'uomo un defunto. In realtà, egli (di nome Donnie Greco) non è morto, ma solamente sedato con una forte dose di oppiacei, incapacitato a muoversi. Si risveglia poco prima di essere accoltellato a morte da Amanda. La donna, in preda alla disperazione, riesce comunque a recuperare la chiave dalle viscere di Donnie; apre il lucchetto della trappola per orsi e si libera in tempo. Il pupazzo Billy, meccanicamente attivato, giunge nella stanza su un triciclo. Si complimenta con Amanda per il superamento del test, mostrandosi fiducioso sul fatto che la donna avrebbe da lì in poi imparato ad apprezzare la propria vita.
Durante le varie indagini, il detective Tapp ed un suo collega, il detective Steven Sing, interrogano il dott. Gordon a proposito di una penna. La penna era stata ritrovata sul luogo del test di Mark Wilson e, su di essa, erano state rinvenute le impronte del dott. Gordon. Il dott. Gordon riesce a provare la propria estraneità ai fatti con un alibi convincente: si trovava infatti con la sua amante: una sua studentessa di medicina, di nome Carla Song. Malgrado l'alibi, il detective Tapp mostra una chiara diffidenza verso il dott. Gordon.
Adam si accorge che lo specchio del bagno è a due vie. Rompendo lo specchio, Adam e il dott. Gordon notano una videocamera che li sta riprendendo. La videocamera invia un segnale ad un monitor controllato da un individuo dall'identità sconosciuta.
Indagando sulla registrazione della videocassetta del test di Amanda, Tapp riconosce l'edificio in cui ha avuto luogo la registrazione per mezzo di alcuni graffiti sul muro; l'edificio è una fabbrica apparentemente abbandonata. Pur senza un mandato di perquisizione, i detective Tapp e Sing giungono armati nell'edificio. Al piano superiore della fabbrica, i due detective sentono un rumore sotto un grande telo rosso. Sotto di esso trovano un uomo (Jeff Ridenhour) incatenato ad una sedia meccanica con ai lati della sua testa due trapani spenti. Avvertendo il rumore di un ascensore alle proprie spalle, Tapp e Sing coprono nuovamente Jeff con il telo e decidono di nascondersi. Dall'ascensore giunge Jigsaw, il cui volto è coperto da una lunga vestaglia nera con cappuccio. Mentre egli si avvicina a Jeff, Tapp e Sing escono allo scoperto, puntando le armi contro Jigsaw. Quest'ultimo attiva rapidamente la sedia meccanica premendo un pulsante con un piede: i due trapani si attivano, avvicinandosi pericolosamente alla testa di Jeff. Jigsaw avvisa i detective che la chiave per fermare la sedia è nascosta tra molte altre in una scatola vicino a Jeff: devono quindi scegliere se arrestare lui o salvare l'uomo. Tapp tiene sotto tiro Jigsaw, mentre Sing tenta di salvare Jeff; non trovando la chiave giusta, Sing spara ai congegni, disattivando i trapani con successo. Distratto dai colpi di pistola, Tapp viene colpito da Jigsaw che, per mezzo di una lama nascosta, gli infligge un profondo taglio alla gola e scappa. Sing insegue Jigsaw in un corridoio buio e riesce a sparargli a distanza. Seppur procedendo con cautela nell'ambiente, Sing urta con le proprie gambe un filo, il quale attiva i grilletti di quattro fucili posti sul soffitto, venendo rapidamente ucciso. Compiuti questi eventi, Jigsaw si rialza sul fondo del corridoio (indossava probabilmente un giubbotto antiproiettile) e riesce a scappare. Tapp, seppur ferito gravemente, sopravvive.
Questi eventi hanno gravi ripercussioni sullo stato di salute mentale di Tapp, che viene congedato dalla polizia. Non smette comunque di indagare autonomamente su Jigsaw. Continuando a sospettare del dottor Gordon, affitta un appartamento di fronte alla casa del dottore così da sorvegliarlo.
Terminati i flashback, si torna nel bagno. Adam e il dottor Gordon, tramite lo spegnimento delle luci, notano una enorme X dipinta sul muro con vernice fosforescente. Rompendo quell'area della parete, il dottor Gordon trova una scatola con un telefono e due sigarette. Un biglietto nella scatola suggerisce al dottor Gordon di immergere le sigarette nel sangue del cadavere (avvelenato), per poi offrirle ad Adam. Quest'ultimo, se avesse fumato tali sigarette, sarebbe morto. Di conseguenza, dopo aver spento le luci, i due escogitano una messinscena con cui far credere alla persona che li sorveglia con la telecamera che il dottor Gordon abbia effettivamente ammazzato Adam con una sigaretta avvelenata. Riaccese le luci, Adam accende una delle due sigarette, in realtà non avvelenata, inscenando degli spasmi e fingendo di morire. Tuttavia, una scossa elettrica proveniente dalla catena di Adam fa fallire il piano dei due. A questo punto, entrambi cominciano a ricordare come siano finiti in quel bagno: una misteriosa figura col volto coperto da una maschera di maiale ha teso loro dei tranelli e li ha catturati in momenti diversi nella medesima serata.
Subito dopo, il cellulare squilla e a parlare sono Alison e Diana, moglie e figlia del dottore, legate e tenute in ostaggio dall'individuo che sta monitorando Adam e Lawrence. Alison, costretta dall'uomo, instilla in Lawrence dei dubbi su Adam, perciò quest'ultimo confessa la verità: conosceva già Lawrence indirettamente, perché è stato pagato per seguirlo e fotografarlo ovunque andasse nientemeno che dal detective Tapp, oramai ossessionato dal caso e dalla colpevolezza di Gordon.
Tra le foto scattate da Adam la sera prima e che l'Enigmista ha lasciato nella busta dei seghetti, una in particolare attira la loro attenzione, in quanto immortala un certo Zep Hindle, infermiere nello stesso ospedale di Lawrence, in casa Gordon: è dunque lui che ha preso in ostaggio Alison e Diana.
Allo scadere del tempo consentito a Lawrence, Zep entra in azione e tenta di uccidere Alison e Diana, ma la donna fa appena in tempo a sciogliersi dalle corde e lo fronteggia. Le urla e gli spari spingono Tapp ad irrompere in casa Gordon, dove Alison e Diana si mettono in salvo, intanto che Zep si dà alla fuga, seguito da Tapp. Ascoltata telefonicamente la colluttazione tra Alison e Zep, Lawrence, in preda alla disperazione, non vede altra soluzione se non amputarsi autonomamente il piede col seghetto, per poi sparare a Adam con la pistola dell'uomo morto. Zep, contemporaneamente, arriva in un vecchio fabbricato abbandonato, al cui interno sono rinchiusi Adam e Lawrence; Tapp muore durante lo scontro con Zep, che raggiunge il bagno e si appresta ad eliminare Lawrence come recitano le "regole del gioco", ma Adam, ancora vivo, rinviene d'un tratto ed uccide brutalmente Zep, fracassandogli il cranio con la parte superiore della vasca del water. Traumatizzato e zoppo, Lawrence si allontana finalmente dalla stanza e promette a Adam di inviare dei soccorsi appena possibile.
Rimasto da solo, Adam perquisisce il cadavere di Zep e mette le mani su di un'altra audiocassetta che raccomanda a Zep i suoi obiettivi, ossia seguire le mosse di Adam e Lawrence ed eventualmente uccidere Alison e Diana, pena la sua morte per via di un veleno a lento rilascio che scorre nel suo sangue. All'improvviso, tra lo stupore e lo sconcerto di Adam, il corpo al centro del bagno si alza, rivelandosi quale John Kramer, il vero Enigmista ed ex paziente di Lawrence, afflitto da un tumore incurabile al cervello che lo ha convinto a perseguitare e porre nei propri giochi chiunque non apprezzi il dono della vita. Fintosi morto tutto il tempo trascorso per assicurarsi che i due giocatori rispettassero le regole, John rende partecipe Adam che le chiavi della sua catena sono andate perse nello scarico della vasca quando ne è uscito. L'Enigmista, allora, abbandona il bagno, chiudendo la porta e condannando Adam, che ha fallito il suo test, a morire nell'oscurità più totale.

## Produzione
Il film venne girato a Los Angeles e dintorni in soli 18 giorni, dal 22 settembre al 10 ottobre 2003.

## Distribuzione
Il film fu presentato in anteprima al Sundance Film Festival il 19 gennaio 2004 e uscì nei cinema statunitensi il 29 ottobre dello stesso anno. In Italia uscì il 14 gennaio 2005 e venne distribuito da Eagle Pictures.

## Accoglienza

### Incassi
Al suo weekend d'esordio, il film arrivò ad incassare $18.276.468 piazzandosi al terzo posto dietro a Ray e The Grudge e registrando il secondo miglior incasso di apertura per la Lions Gate Entertainment dopo Fahrenheit 9/11. In totale ha incassato $55.185.045 in patria e a livello globale $103.096.345. In Italia il film ha incassato 4.949.327 euro.

### Critica
Il film è stato accolto da recensioni miste. Sul sito Rotten Tomatoes ha un indice di gradimento del 50%, basato su 191 recensioni, con un voto medio di 5.5/10, mentre ha riscontrato invece un buon successo da parte del pubblico con un punteggio dell'84% a fronte di più di 250.000 recensioni. Su Metacritic ha un punteggio di 46 su 100, basato su 32 recensioni.. Il film ha raggiunto la fama globale anche per il personaggio originale di Billy il Pupazzo, ed ha raggiunto lo status di cult del cinema horror. Su IMDb detiene un punteggio di 7,6 su 10.

## Opere derivate

### Sequel
A questo film seguì Saw II - La soluzione dell'enigma nel 2005.

### Parodie
Nel 2006 il film Scary Movie 4 ne ha riproposto i principali temi in chiave comico-parodistica.

### Videogioco
Nel 2009 è stato pubblicato un videogioco per PlayStation 3, Xbox 360 e PC intitolato Saw.

### Reboot
Nel maggio 2019 è stata confermata la produzione di un reboot del film, nato da un'idea dell'attore e comico Chris Rock. A dirigere il film, da una sceneggiatura di Pete Goldfinger e Josh Stolberg, sarà Darren Lynn Bousman, già regista di tre capitoli del franchise. Sarà prodotto dai veterani della serie Mark Burg e Oren Koules, mentre i produttori esecutivi saranno i creatori della serie originale James Wan e Leigh Whannell, ai quali si affiancherà lo stesso Chris Rock. L'uscita era inizialmente prevista per il 15 maggio 2020, ma a causa COVID è stata rimandata al 21 maggio 2021 con il titolo Spiral - L'eredità di Saw (Spiral: From The Book of Saw).

## Riconoscimenti
- 2005 - Fantastic'Arts
  - Premio della giuria
- 2005 - Festival internazionale del cinema fantastico di Bruxelles
  - Premio Pegaso
- 2005 - MTV Movie Awards
  - Candidatura per Performance più terrorizzante a Cary Elwes